# Adil Barros
Adil Hendresson Barros Machado – brazylijski zapaśnik walczący w obu stylach. Brązowy medalista mistrzostw panamerykańskich w 2019 i czwarty w 2018. Drugi i trzeci na mistrzostwach Ameryki Południowej w 2019 roku.